# Carlo og Ester
Carlo og Ester er en dansk film fra 1994, instrueret af Helle Ryslinge efter et manuskript af Ryslinge og Sven Omann.

## Medvirkende
- Aksel Rasmussen
- Gerda Gilboe
- Birgitte Federspiel
- Erni Arneson
- Waage Sandø
- Helle Ryslinge
- Ingolf David
- Gyda Hansen
- Lotte Olsen
- Solveig Sundborg
- Bodil Lindorff